# Et al.
Forkortelsen et al. for latin et alii (og andre, af alius anden) anvendes i videnskabelige tekster og litteraturlister, når antallet af forfattere til et refereret værk overstiger et vist antal, typisk to eller tre. Forkortelsen anføres efter førsteforfatterens navn og efterfølges af værkets titel, tidsskriftets navn, årgang, nummer og sidetal. Er der kun to forfattere skrives begge forfatteres navne helt ud.
| Sprog | Spire Denne artikel om sprog er en spire som bør udbygges. Du er velkommen til at hjælpe Wikipedia ved at udvide den. |